# Fabrice Mels
Fabrice Mels (Sint-Niklaas, 17 de agosto de 1992) es un deportista belga que compitió en ciclismo de montaña en la disciplina de campo a través.
Ganó dos medallas en el Campeonato Mundial de Ciclismo de Montaña, oro en 2014 y bronce en 2016, y una medalla de bronce en el Campeonato Europeo de Ciclismo de Montaña de 2014.

## Medallero internacional
| Campeonato Mundial | Campeonato Mundial            | Campeonato Mundial | Campeonato Mundial |
| Año                | Lugar                         | Medalla            | Competición        |
| ------------------ | ----------------------------- | ------------------ | ------------------ |
| 2014               | Hafjell/Lillehammer (Noruega) | Medalla de oro     | Eliminación        |
| 2016               | Nové Město (República Checa)  | Medalla de bronce  | Eliminación        |
| Campeonato Europeo |                               |                    |                    |
| Año                | Lugar                         | Medalla            | Competición        |
| 2014               | St. Wendel (Alemania)         | Medalla de bronce  | Eliminación        |